# Tempel van Apollon Epikourios

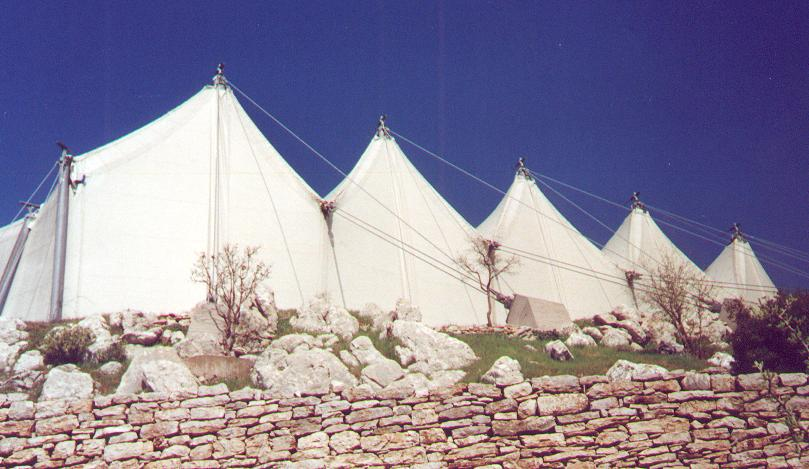
De tent die de tempel tegen verdere achteruitgang moet beschermen

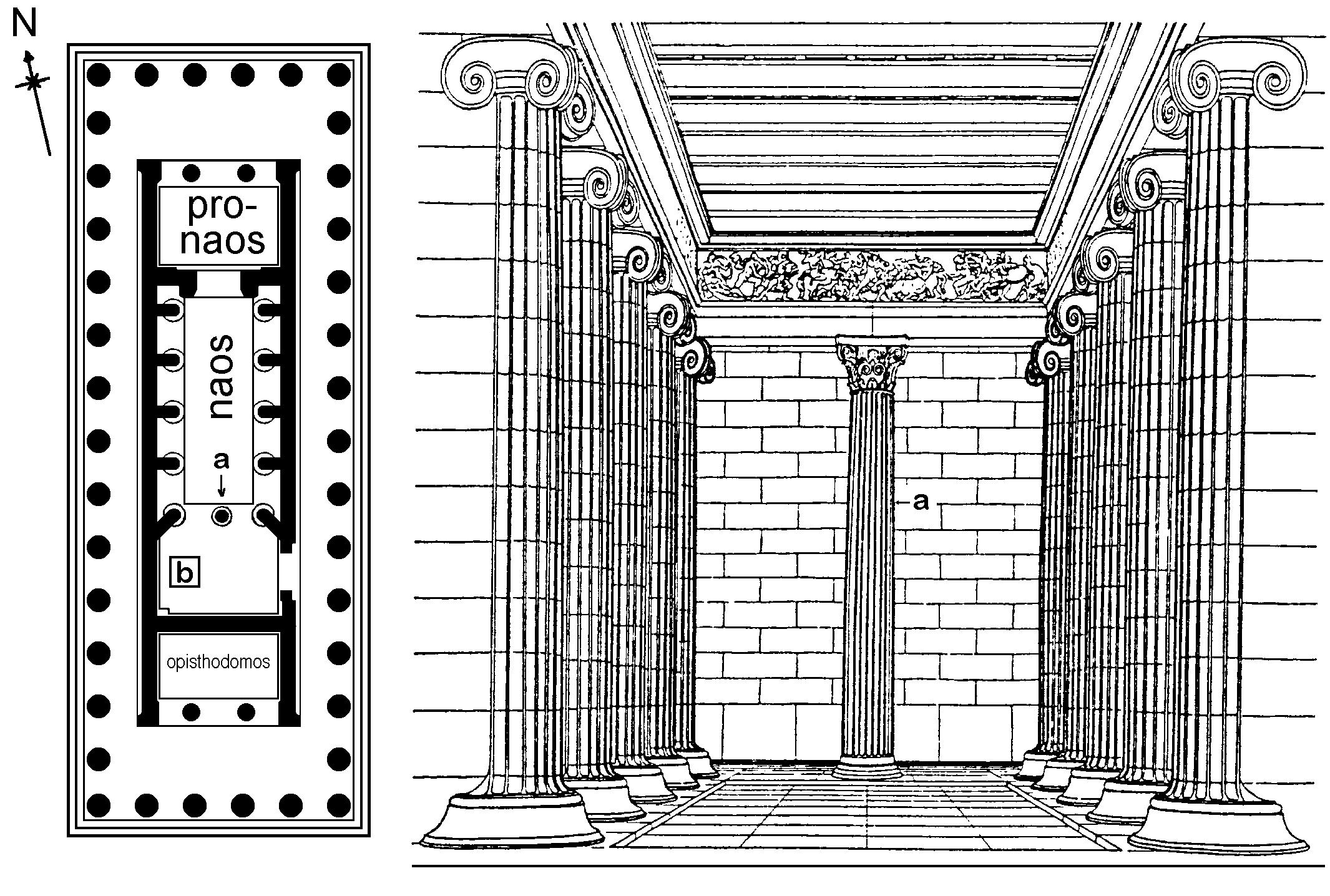
Tempel van Apollo, plattegrond en reconstructie van het interieur

De tempel van Apollon Epikourios in Bassae, Grieks: Βάσσες, Oudgrieks: Βάσσαι, is een Oudgriekse tempel, die rond 420-400 v.Chr. is gebouwd en in het westen van de Peloponnesos ligt. De tempel ligt op een eenzame en afgelegen plek, op een hoogte van 1130 m, in een volkomen verlaten landschap van grijze steenblokken. Toen een herder de tempel in het begin van de 18e eeuw bij toeval ontdekte, na eeuwen van volslagen vergetelheid, lagen er overal bossen omheen. De tempel valt onder het werelderfgoed.

## Geschiedenis
Volgens Pausanias werd het heiligdom gesticht door de dankbare inwoners van het nabijgelegen Phigaleia, Grieks: Φιγαλεία, Figaleia, omdat het Apollo Epikourios, de 'Verzorger' tijdens de Peloponnesische Oorlog gelukt ervoor te zorgen dat zij de pest niet hadden gekregen. Iktinos, die al de architect van het Parthenon in het oude Athene was, kreeg volgens Pausanias de opdracht voor de bouw van de tempel. De tempel is van kalksteen gebouwd, alleen de kapitelen en beeldhouwwerken zijn van marmer. Iktinos maakte gebruik van verschillende stijlkenmerken door Korinthische en Ionische elementen eendrachtig met de zes meter hoge Dorische zuilen te combineren. Dat was voor zover bekend de eerste Korinthische zuil ooit opgericht, maar die is later kapotgevallen.
Joachim Bocher, een Franse architect in dienst van de Republiek Venetië, constateerde in 1765 dat de tempel de tand des tijds relatief goed had doorstaan: 39 zuilen stonden nog zoals in de klassieke oudheid overeind. Eigenlijk ontbreken alleen het dak en de frontons. De beeldhouwwerken zijn nu niet meer bij de tempel aanwezig omdat ze door kunsthandelaren, die de tempel in 1812 met toestemming van de Ottomaanse machthebber in het gebied onderzochten, werden verwijderd en aan de Engelsen verkocht. Zowel de metopen als de fries met voorstellingen van mythische gevechten tussen Grieken en Centauren en Amazonen worden tegenwoordig in het British Museum in Londen tentoongesteld. De Russische schilder Karl Brjoellov maakte in 1835 van de tempel een aquarel, die nu in het Poesjkinmuseum in Moskou hangt. Het schilderij geeft de toestand van de tempel goed weer.
De tempel werd in het begin van de 20e eeuw door Griekse archeologen gerestaureerd, onder meer werden de omgevallen zuilen overeind gezet, maar staat sinds 1987 ingepakt in een enorme tent, tot er voldoende geld bijeen is gebracht om de architraven opnieuw te plaatsen. Zonder deze architraven tasten de nachtvorst en het insijpelende water de door aardbevingen gebarsten zuilen aan. Sommigen denken dat ook de bruinkoolcentrale nabij Megalopolis er voor zorgt dat de staat van de tempel achteruit gaat.

## Opvallende kenmerken
De tempel vertoont, ten opzichte van andere klassieke Griekse tempels, enkele afwijkende kenmerken:
- De drie Griekse bouwstijlen worden in de architectuur verenigd, de Dorische orde aan de buitenkant en de Ionische en Korinthische orde [a] voor de binneninrichting.
- De tempel ligt noord-zuid georiënteerd, met de voorgevel naar het noorden, terwijl andere tempels van oost naar west liggen. Het heeft waarschijnlijk met de omstandigheden van het terrein te maken.
- De verhouding van het aantal zuilen in de lengte en in de breedte is anders, 15 x 6 zuilen in plaats van 13 x 6 normaal.
- Een opening aan de oostzijde, zodat de zon in de ochtend op het beeld [b] kon schijnen.
- Het interieur van de ruimte voor de religieuze ceremonie is door tongmuren tegen de beide zijwanden, vier loodrecht erop en een vijfde in een hoek van 45°, in nissen verdeeld, zijkapellen bestemd voor beelden en ex voto's. De tongmuren eindigen aan de voorkant in een driekwart Ionische zuil.

Akropolis van Athene · Oude stad Corfu · Historisch centrum met klooster van de Heilige Johannes "de Theoloog" en grot van de Apocalyps op het eiland Patmós · Tempel van Apollon Epikourios · Athos · Delos · Delphi · Heiligdom van Asklepios in Epidaurus · Vroeg-christelijke en byzantijnse monumenten in Thessaloniki · Kloosters van Dafni, Osios Loukas en Nea Moni · Meteora · Middeleeuwse stad Rhodos · Archeologisch Mycene en Tiryns · Archeologisch Mystras · Archeologisch Olympia · Pythagoreion en Heraion van Samos · Archeologische site van Aigai · Archeologische site van Philippi
- Bibsys: 7032578
- Bibliothèque nationale de France: cb12518296v (data)
- Gemeinsame Normdatei: 4253263-2
- Library of Congress Control Number: sh92003474
- Nationale Bibliotheek van Israël: 987007289786505171
- Virtual International Authority File: 144149106004368490490